# Црква Светог Цара Лазара у Омарској
Црква Светога цара Лазара налази се у месту Омарска насељу удаљеном 20 километара од Приједора, у Републици Српској, БиХ.